# Colour Genie
Colour Genie — компьютер, производившийся компанией EACA. Эта машина была преемником «Genie 1», «Genie 2» и «Genie 3». В нем был маленький дисплей, позволявший установить уровень записи для магнитофона, чтобы избежать ошибок записи. 

## Технические характеристики
- Процессор: Zilog Z80A, 2.2 MHz
- RAM (ОЗУ): 16 килобайт изначально, 32 килобайта на поздних моделях, 16 килобайт ROM (ПЗУ)
- Экран (текстовый): 40*25, 8 цветов
- Экран (графический): 160*102, 4 цвета
- Звук: 3 канала
- Интерфейсы: разъем кассетного магнитофона, RGB-выход, порт расширения, порт RS232, разъем для светового пера, разъем для джойстика, выход модулятора
- Клавиатура: 62 кнопки
- Размер: 90*280*340 миллиметров